# Ксилофисы
Ксилофисы (лат. Xylophis) — род змей семейства Pareidae. Включает пять видов, которые являются эндемиками Западных Гат на юге Индии. Относится к монотипическому подсемейству Xylophiinae Deepak, Ruane & Gower, 2019. Это единственные представители семейства, обитающие за пределами Юго-Восточной Азии.

## Ареал
Распространены на юге Западных Гат в индийских штатах Керала и Тамилнад на высоте до 2000 м над уровнем моря.

## Таксономия
Долгое время систематическое положение рода было неясно. Британский герпетолог Гарт Андервуд в своей классификации змей отнёс его к семейству Dipsadidae. Впоследствии разные авторы относили его к Xenodermidae, Colubrinae или Elapoidea incertae sedis. В 2018 году по результатам филогенетического анализа род был выделен в монотипическое подсемейство Xylophiinae Deepak, Ruane & Gower, 2019 в составе семейства Pareidae. Подсемейство было определено как клада, включающая всех змей, более близких к Xylophis perroteti, чем к Pareas carinatus Wagler, 1830. От других представителей надсемейства Colubroidea отличаются редукцией первых трёх пар нижнегубных щитков до узких полос, вместе взятых имеющих меньшие размеры, чем первая пара нижнечелюстных.
Включает следующие виды:
- Xylophis captaini Gower & Winkler, 2007
- Xylophis deepaki Narayanan, Mohapatra, Balan, Das, & Gower, 2021
- Xylophis mosaicus Deepak, Narayanan, Das, Rajkumar, Easa, Sreejith, & Gower, 2020
- Xylophis perroteti (A.M.C. Duméril, Bibron & A.H.A. Duméril, 1854)
- Xylophis stenorhynchus (Günther, 1875) — узконосый ксилофис[1]